# Ace Combat X: Skies of Deception
Ace Combat X: Skies of Deception (jap. エースコンバットX スカイ・オブ・デセプション, Ēsu Conbatto Ekkusu Sukai Obu Desepushon) ist ein Arcade-Flugzeugspiel des Unternehmens Namco. Es erschien 2006 auf der PlayStation Portable und ist der siebte Teil der Ace-Combat-Serie, der erste Teil der Serie auf der PSP und neben Ace Combat Advance der zweite für einen Handheld.

## Story und Gameplay
Im Spiel geht es um einen Krieg in einer Welt, die parallel zu unserer existiert. Da der Kommandeur Diego Gaspar Navarro von Leasath fast ganz Aurelia erobert hat, muss man als Spieler alles zurückerobern. Man spielt den Piloten und Hoffnungsträger der Nation Gryphus 1.
Man kann verschiedene Pfade wählen, um den Krieg zu gewinnen. Mit den Entscheidungen, die man trifft (z. B. zuerst zu Punkt A und dann zu Punkt B zu gehen), verändert man den Krieg. Bei jeder Mission verdient man Geld. Je nachdem, wie viele Gegner man abgeschossen hat oder wie gut man war, gibt es am Ende mehr oder weniger Geld. Das Flugzeug für die Mission kann man frei wählen, solange es schon gekauft ist. Wenn alle 30 Missionen geschafft sind, gibt es noch eine Zusatzmission Operation X.

## Flugzeuge
Die verfügbaren Flugzeuge in Ace Combat X setzten sich zusammen aus realen Flugzeugen, Prototypen, experimentellen Flugzeugen sowie komplett fiktiven Maschinen. Flugzeuge schaltet man frei, indem man Missionen schafft. Wenn Flugzeuge freigeschaltet sind, kann man sie mit dem verdienten Geld kaufen und mit ebenfalls kaufbaren Waffen ausrüsten. Fiktive Flugzeuge kann man tunen.
| - Dassault Mirage 2000D - Dassault Rafale M - Eurofighter Typhoon - Fairchild-Republic A-10A Thunderbolt II - General Dynamics F-16C Fighting Falcon - Grumman A-6E Intruder - Grumman F-14D Super Tomcat - Lockheed F-117A Nighthawk - Lockheed Martin F-22 Raptor - Lockheed Martin F-35 Lightning II - McDonnell Douglas F-15E Strike Eagle - McDonnell Douglas F/A-18E Super Hornet - McDonnell F-4E Phantom II - Mikojan-Gurewitsch MiG-21-93 Fishbed - Mikojan-Gurewitsch MiG-29A Fulcrum - Mikojan-Gurewitsch MiG-31 Foxhound - Mitsubishi F-1 - Mitsubishi F-2A - Northrop F-5E Tiger II - Panavia Tornado F.3 - Saab 39 Gripen C - Saab JA 37 Viggen - Suchoi Su-27 Flanker - Northrop B-2 | - General Dynamics F-16XL - Grumman X-29A - Lockheed Martin F/B-22 Concept - McDonnell Douglas F-15S/MTD - Mikojan-Gurewitsch 1.44 - Northrop YF-23A Black Widow II - S-32 (Su-47 Prototyp) - Suchoi Su-37 Terminator - Suchoi Su-47 Berkut - ADF-01 Falken - Fenrir - X-02 Wyvern - XFA-24A Apalis - XFA-27 - XR-45 Cariburn - YR-302 Fregata - YR-99 Forneus - XB- 337 Gleipnir (vom Spieler nicht benutzbar) |

## Kritiken
Kritiken zu Ace Combat X fielen gemischt bis positiv aus. Gelobt wurde unter anderem, dass der Titel ein komplett eigenständiges Spiel ist und nicht nur eine Portierung eines früheren PlayStation-2-Titels. Ebenso lobend erwähnt wurde die interessante Geschichte und die Möglichkeit, selbige mit eigenen Entscheidungen zu beeinflussen. Beim ansonsten positiv angekommenen Mehrspieler-Modus wurde bemängelt, dass es an einer Online-Unterstützung fehlt. Weitere Kritikpunkte waren, dass der Teil nicht genug Neuerungen hatte, um die Serie signifikant zu verbessern und das die Steuerung mittels PSP Analog-Stick nicht sehr komfortabel ausfiel. Auf Metacritic ist der Titel mit einer ein Durchschnittsbewertung von 75 % geführt.